# Pipafodill
Pipafodill (Asphodelus fistulosus) är en art inom afodillsläktet (Asphodelus) och familjen afodillväxter. Växer naturligt i Medelhavsområdet, men numera naturaliserad i USA, Australien, Mexiko och Nya Zeeland och anses vara ett ogräs. Växer i vägkanter, på fält och ruderatmark.
Ettårig eller kortlivad perenn ört, 20-70 cm, med tjock jordstam. Blad 5–35 cm × 2–4 mm, cylindriska eller något plattade, ihåliga, kala utom längs kanterna. Blomställning enkel eller grenad, blommorna sitter i klasar eller grenade klasar med uppstigande grenar. Högblad vita. Kalkbladen är vita eller blekt rosa med ett mörkrosa eller brunt mittband. Blommorna stänger sig på natten och under mulet väder. Fruktkapseln är skrynklig.
Artepitetet fistulosus (lat.) betyder ihålig och syftar på bladen.

## Synonymer
- Asphodeloides ramosa Moench, 1794 nom. illeg.
- Asphodelus davei Sennen, 1922
- Asphodelus intermedius Hornem., 1819
- Ophioprason fistulosum (L.) Salisbury, 1866
- Verinea fistulosa (L.) Pomel, 1860
- Wikimedia Commons har media som rör Pipafodill.